# سفر (آلبوم آبا)
| بررسی جمعی      | بررسی جمعی |
| منبع            | رتبه‌بندی   |
| --------------- | ---------- |
| انی‌دیسنت‌میوزیک؟ | ۷٫۱/۱۰     |
| متاکریتیک       | ۷۲/۱۰۰     |
| بررسی انتقادی   |            |
| منبع            | رتبه‌بندی   |
| آل‌میوزیک        | [ ۱۱ ]     |
| گاردین          | ·          |
| ایندیپندنت      | [ ۱۴ ]     |
| لاین آو بست فیت | ۶/۱۰       |
| موجو            | [ ۱۶ ]     |
| ان‌ام‌ئی          | [ ۱۷ ]     |
| پیچفورک         | ۷٫۴/۱۰     |
| رولینگ استون    | [ ۱۹ ]     |
| دیلی تلگراف     | [ ۲۰ ]     |
| تایمز           | [ ۲۱ ]     |

سفر (انگلیسی: Voyage) نهمین آلبوم استودیویی ابرگروه سوئدی موسیقی پاپ آباست که در ۵ نوامبر ۲۰۲۱ در سوئد منتشر شد. این آلبوم با ۱۰ ترانه از بنی آندِشون و بیورن اولویوس، نخستین آلبوم این گروه پس از گذشت ۴۰ سال از فعالیت هنری‌شان است که دارای ترانه‌های جدید است. سفر همچنین نخستین آلبومی است که نوازندگان همیشگی آنان روتگر گوناشون و اولا برونکرت در آن مشارکت نداشتند.
سفر در صدر جداول موسیقی کشورهای استرالیا، اتریش، بلژیک، جمهوری چک، دانمارک، فنلاند، فرانسه، آلمان، ایسلند، ایرلند، هلند، نیوزیلند، نروژ، سوئد، سوئیس و بریتانیا قرار گرفت. این آلبوم همچنین به پرفروش‌ترین آلبوم استودیویی این گروه در کانادا و ایالات متحده آمریکا تبدیل شد و در هر دو کشور در رتبه دوم جداول موسیقی قرار گرفت. سفر در شصت و پنجمین مراسم جایزه گرمی نامزد جایزه گرمی آلبوم سال و جایزه گرمی بهترین آلبوم آواز پاپ شد، علاوه بر این، ترانهٔ «هنوز به تو ایمان دارم» در شصت و چهارمین مراسم جایزه گرمی نامزد جایزه گرمی ضبط سال شد (که نخستین نامزدی این گروه موسیقی برای جایزهٔ گرمی محسوب می‌شود) و ترانهٔ «خواهشم را رد نکن»، در شصت و پنجمین مراسم جایزه گرمی نامزد جایزه گرمی بهترین اجرای پاپ دونفره/گروهی شد. این تاکنون آلبوم بیش از ۲٫۵ میلیون نسخه در سراسر جهان فروخته‌است.
یک کنسرت اقامتی دیجیتال هم برای این آلبوم در ۲۷ مه ۲۰۲۲ در لندن برپا شد.

## فهرست ترانه‌ها
تمامی ترانه‌ها توسط بنی آندِشون و بیورن اولویوس نوشته‌شده‌اند.
| فهرست ترانه‌های آلبوم سفر | فهرست ترانه‌های آلبوم سفر | فهرست ترانه‌های آلبوم سفر |
| شماره                    | نام                      | مدت                      |
| ------------------------ | ------------------------ | ------------------------ |
| ۱.                       | «هنوز به تو ایمان دارم»  | ۵:۰۹                     |
| ۲.                       | «وقتی با من می‌رقصی»      | ۲:۵۰                     |
| ۳.                       | «چیزهای کوچک»            | ۳:۰۸                     |
| ۴.                       | «خواهشم را رد نکن»       | ۳:۵۶                     |
| ۵.                       | «تنها یک خیال»           | ۳:۳۱                     |
| ۶.                       | «ممکن است من آن زن باشم» | ۴:۰۱                     |
| ۷.                       | «حواست به دَن باشد»       | ۴:۰۵                     |
| ۸.                       | «زنبور گرده‌افشان»        | ۳:۵۷                     |
| ۹.                       | «بدون هیچ تردید»         | ۲:۵۶                     |
| ۱۰.                      | «قصیده آزادی»            | ۳:۳۲                     |
| مجموع مدت:               | مجموع مدت:               | ۳۷:۰۳                    |

## جداول موسیقی
| جدول (۲۰۲۱)                                          | بالاترین رتبه |
| ---------------------------------------------------- | ------------- |
| آلبوم‌های استرالیایی (ای‌آرآی‌ای)                       | ۱             |
| آلبوم‌های اتریشی (آلبوم‌های او۳)                       | ۱             |
| آلبوم‌های بلژیکی (اولتراتاپ فلاندرز)                  | ۱             |
| آلبوم‌های بلژیکی (اولتراتاپ والونیا)                  | ۱             |
| آلبوم‌های کانادایی (بیلبورد)                          | ۲             |
| آلبوم‌های بین‌المللی کرواسی (HDU)                      | ۲             |
| آلبوم‌های چک (سی‌ان‌اس آی‌اف‌پی‌آی)                        | ۱             |
| آلبوم‌های دانمارکی (هیت‌لیستن)                         | ۱             |
| آلبوم‌های هلندی (جدول‌های هلند)                        | ۱             |
| آلبوم‌های فنلاندی (جدول رسمی فنلاند)                  | ۱             |
| آلبوم‌های فرانسوی (اس‌ان‌ئی‌پی)                          | ۱             |
| آلبوم‌های آلمانی (۱۰۰ آلبوم برتر رسمی)                | ۱             |
| ۱                                                    |               |
| آلبوم‌های مجارستانی (ماهاز)                           | ۳             |
| آلبوم‌های موسیقی ایسلند (تونلیست)                     | ۱             |
| آلبوم‌های ایرلندی (شرکت جدول‌های رسمی)                 | ۱             |
| آلبوم‌های ایتالیایی (فیمی)                            | ۶             |
| آلبوم‌های ژاپنی (اوریکون)                             | ۴             |
| آلبوم‌های ژاپنی (اوریکون) سفر با آبا گلد              | ۱۶            |
| آلبوم‌های برتر ژاپن (بیلبورد ژاپن)                    | ۴             |
| آلبوم‌های لیتوانی (آگاتا)                             | ۲۳            |
| آلبوم‌های نیوزیلندی (آرام‌ان‌زد)                        | ۱             |
| آلبوم‌های نروژی (وی‌جی-لیستا)                          | ۱             |
| آلبوم‌های لهستانی (زدپی‌ای‌وی)                          | ۲             |
| آلبوم‌های پرتغالی (ای‌اف‌پی)                            | ۱             |
| آلبوم‌های اسکاتلندی (شرکت جدول‌های رسمی)               | ۱             |
| آلبوم‌های اسلواکی (فدراسیون بین‌المللی صنعت فونوگرافی) | ۲             |
| آلبوم‌های اسپانیایی (پروموزیکای)                      | ۲             |
| آلبوم‌های سوئدی (برترین‌های سوئد)                      | ۱             |
| آلبوم‌های سوئیسی (جدول موسیقی سوئیس)                  | ۱             |
| آلبوم‌های بریتانیا (شرکت جدول‌های رسمی)                | ۱             |
| بیلبورد ۲۰۰ ایالات متحده                             | ۲             |

| جدول (۲۰۲۱)                                            | رتبه |
| ------------------------------------------------------ | ---- |
| آلبوم‌های استرالیا (آریا)                               | ۱۰   |
| آلبوم‌های اتریش (او۳ تاپ ۴۰ اتریش)                      | ۱    |
| آلبوم‌های بلژیک (اولتراتاپ فلاندرز)                     | ۱    |
| آلبوم‌های بلژیک (اولتراتاپ والونیا)                     | ۳    |
| آلبوم‌های جمهوری چک (فدراسیون بین‌المللی صنعت فونوگرافی) | ۳    |
| آلبوم‌های دانمارک (هیت‌لیستن)                            | ۱۲   |
| آلبوم‌های هلند (۱۰۰ آلبوم برتر هلند)                    | ۴    |
| آلبوم‌های فرانسوی (سندیکای ملی انتشارات صوتی‌تصویری)     | ۳۱   |
| آلبوم‌های آلمان (رتبه‌بندی سرگرمی جی‌اف‌کی)                | ۱    |
| آلبوم‌های مجارستان (انجمن شرکت‌های ضبط مجارستانی)        | ۲۶   |
| آلبوم‌های ایسلند (پلوتوتیدینی)                          | ۹۴   |
| آلبوم‌های ایرلند (ایرما)                                | ۹    |
| آلبوم‌های لهستان (انجمن تولیدکنندگان صدا و تصویر)       | ۴۳   |
| آلبوم‌های اسپانیا (تهیه‌کنندگان موسیقی اسپانیاE)         | ۶۸   |
| آلبوم‌های سوئد (فهرست برترین‌های سوئد)                   | ۱    |
| آلبوم‌های سوئیس (جدول موسیقی سوئیس)                     | ۱    |
| آلبوم‌های بریتانیا (اوسی‌سی)                             | ۳    |

| جدول (۲۰۲۲)                                     | رتبه |
| ----------------------------------------------- | ---- |
| آلبوم‌های اتریش (او۳ تاپ ۴۰ اتریش)               | ۶۱   |
| آلبوم‌های بلژیک (اولتراتاپ فلاندرز)              | ۲۳   |
| آلبوم‌های بلژیک (اولتراتاپ والونیا)              | ۷۷   |
| آلبوم‌های آلمان (رتبه‌بندی سرگرمی جی‌اف‌کی)         | ۳    |
| آلبوم‌های مجارستان (انجمن شرکت‌های ضبط مجارستانی) | ۹۶   |
| آلبوم‌های پرتغال (انجمن صنفی گرامافون پرتغال)    | ۷۴   |
| آلبوم‌های سوئد (فهرست برترین‌های سوئد)            | ۵۷   |
| آلبوم‌های سوئیس (جدول موسیقی سوئیس)              | ۱۳   |

## گواهینامه‌ها و فروش
| منطقه                                   | گواهی     | واحد گواهی‌شده/فروش |
| --------------------------------------- | --------- | ------------------ |
| استرالیا (آی‌اف‌پی‌آی استرالیا)            | طلا       | ۳۵٬۰۰۰^            |
| اتریش (فونوگرافی اتریش)                 | ۲× پلاتین | ۳۰٬۰۰۰             |
| بلژیک (بی‌ئی‌ای)                          | پلاتین    | ۲۰٬۰۰۰             |
| دانمارک (آی‌اف‌پی‌آی)                      | پلاتین    | ۲۰٬۰۰۰             |
| فرانسه (اس‌ان‌ئی‌پی)                       | پلاتین    | ۱۰۰٬۰۰۰            |
| آلمان (بی‌وی‌ام‌آی)                        | ۲× پلاتین | ۴۰۰٬۰۰۰            |
| ژاپن                                    | —         | ۲۵٬۸۳۹             |
| هلند                                    | —         | ۴۰٬۰۰۰             |
| لهستان (زدپی‌ای‌وی)                       | طلا       | ۱۰٬۰۰۰             |
| سوئد (گی‌ال‌اف)                           | ۲× پلاتین | ۶۰٬۰۰۰             |
| بریتانیا (بی‌پی‌آی)                       | پلاتین    | ۳۸۷٬۰۰۰            |
| ایالات متحده آمریکا                     | —         | ۲۱۸٬۰۰۰            |
| خلاصه‌ها                                 |           |                    |
| سرتاسر جهان                             | —         | ۲٬۵۰۰٬۰۰۰          |
| رقم فروش+پخش جاری تنها بر پایهٔ گواهی‌ها. |           |                    |